# Bóng bàn tại Đại hội Thể thao châu Á 1986
Bóng bàn là cuộc thi được tổ chức từ 22 tháng 9 đến 30 tháng 9 tại Đại hội Thể thao châu Á 1986 ở Seoul, Hàn Quốc. Nội dung thi bóng bàn gồm đội, đôi và đơn cho nam và nữ, cũng như đôi hỗn hợp.

## Bảng huy chương
| Nội dung    | Vàng                                                                                  | Bạc                                                                                    | Đồng                                                                                    |
| ----------- | ------------------------------------------------------------------------------------- | -------------------------------------------------------------------------------------- | --------------------------------------------------------------------------------------- |
| Đơn nam     | Yoo Nam-Kyu · Hàn Quốc                                                                | Huy Quân · Trung Quốc                                                                  | Miyazaki Yoshihito · Nhật Bản                                                           |
| Đơn nam     | Yoo Nam-Kyu · Hàn Quốc                                                                | Huy Quân · Trung Quốc                                                                  | Kim Wan · Hàn Quốc                                                                      |
| Đôi nam     | Trung Quốc (CHN) · Đằng Nghị · Huy Quân                                               | Hàn Quốc (KOR) · Kim Wan · Yoo Nam-Kyu                                                 | Nhật Bản (JPN) · Saito Kiyoshi · Nukazuka Juzo                                          |
| Đôi nam     | Trung Quốc (CHN) · Đằng Nghị · Huy Quân                                               | Hàn Quốc (KOR) · Kim Wan · Yoo Nam-Kyu                                                 | Hàn Quốc (KOR) · Ahn Jae-Hyung · Park Chang-Ik                                          |
| Đội nam     | Hàn Quốc (KOR) · Ahn Jae-Hyung · Kim Wan · Park Chang-Ik · Park Ji-Hyun · Yoo Nam-Kyu | Trung Quốc (CHN) · Trần Long Cân · Trần Tân Hoa · Huy Quân · Tưởng Giả Lương · Teng Yi | Nhật Bản (JPN) · Miyazaki Yoshihito · Nukazuka Juzo · Saito Kiyoshi · Shibutani Hiroshi |
| Đơn nữ      | Tiêu Chí Dân · Trung Quốc                                                             | Hà Chí Lệ · Trung Quốc                                                                 | Hoshino Mika · Nhật Bản                                                                 |
| Đơn nữ      | Tiêu Chí Dân · Trung Quốc                                                             | Hà Chí Lệ · Trung Quốc                                                                 | Yang Young-Ja · Hàn Quốc                                                                |
| Đôi nữ      | Trung Quốc (CHN) · Đại Lệ Lệ · Canh Lệ Doãn                                           | Trung Quốc (CHN) · Tiêu Chí Dân · Hà Chí Lệ                                            | Nhật Bản (JPN) · Mika Hoshino · Kitsukawa Miki                                          |
| Đôi nữ      | Trung Quốc (CHN) · Đại Lệ Lệ · Canh Lệ Doãn                                           | Trung Quốc (CHN) · Tiêu Chí Dân · Hà Chí Lệ                                            | Hàn Quốc (KOR) · Yang Young-Ja · Hyun Jung-Hwa                                          |
| Đội nữ      | Hàn Quốc (KOR) · Hyun Jung-Hwa · Kim Young-Mi · Lee Sun · Yang Young-Ja               | Trung Quốc (CHN) · Đại Lệ Lệ · Canh Lệ Doãn · Hà Chí Lệ · Tiêu Chí Dân                 | Nhật Bản (JPN) · Hoshino Mika · Ishida Kiyomi · Kitsukawa Miki · Uchiyama Kyoko         |
| Đôi hỗn hợp | Trung Quốc (CHN) · Đằng Nghị · Đại Lệ Lệ                                              | Trung Quốc (CHN) · Huy Quân · Canh Lệ Doãn                                             | Hàn Quốc (KOR) · Kim Wan · Hyun Jung-Hwa                                                |
| Đôi hỗn hợp | Trung Quốc (CHN) · Đằng Nghị · Đại Lệ Lệ                                              | Trung Quốc (CHN) · Huy Quân · Canh Lệ Doãn                                             | Hàn Quốc (KOR) · Yoo Nam-Kyu · Yang Young-Ja                                            |

| 1    | Trung Quốc (CHN) | 4 | 6 | 0  | 10 |
| 2    | Hàn Quốc (KOR)   | 3 | 1 | 6  | 10 |
| 3    | Nhật Bản (JPN)   | 0 | 0 | 6  | 6  |
| Tổng | Tổng             | 7 | 7 | 12 | 26 |

## Liên kết
- ITTF